# Bernardo Antônio de Faria Albernaz
Bernardo Antônio de Faria Albernaz (Jaraguá, 22 de setembro de 1847 — Goiás, 18 de abril de 1922), foi um político brasileiro, filiado ao Partido Republicano de Goiás que serviu como 2.º,12.º e 14.º governador de Goiás. Assumiu o governo do estado em 21 de janeiro a 30 de março de 1891, de 9 de julho a 1 de novembro de 1898 e de 10 de junho a 12 de agosto de 1901.